# Chiesa dei Santi Silverio e Domitilla
La chiesa dei Santi Silverio e Domitilla, anche nota come chiesa della Santissima Trinità, è la parrocchiale di Ponza sull'isola omonima, nella provincia di Latina in Lazio. Fa parte dell'arcidiocesi di Gaeta e risale al XVIII secolo.

## Storia

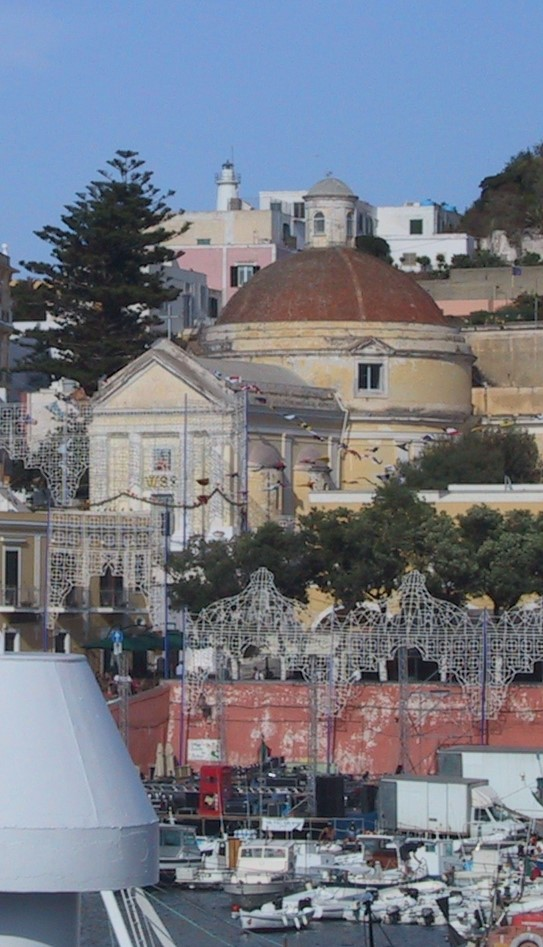
Veduta della chiesa dal porto di Ponza

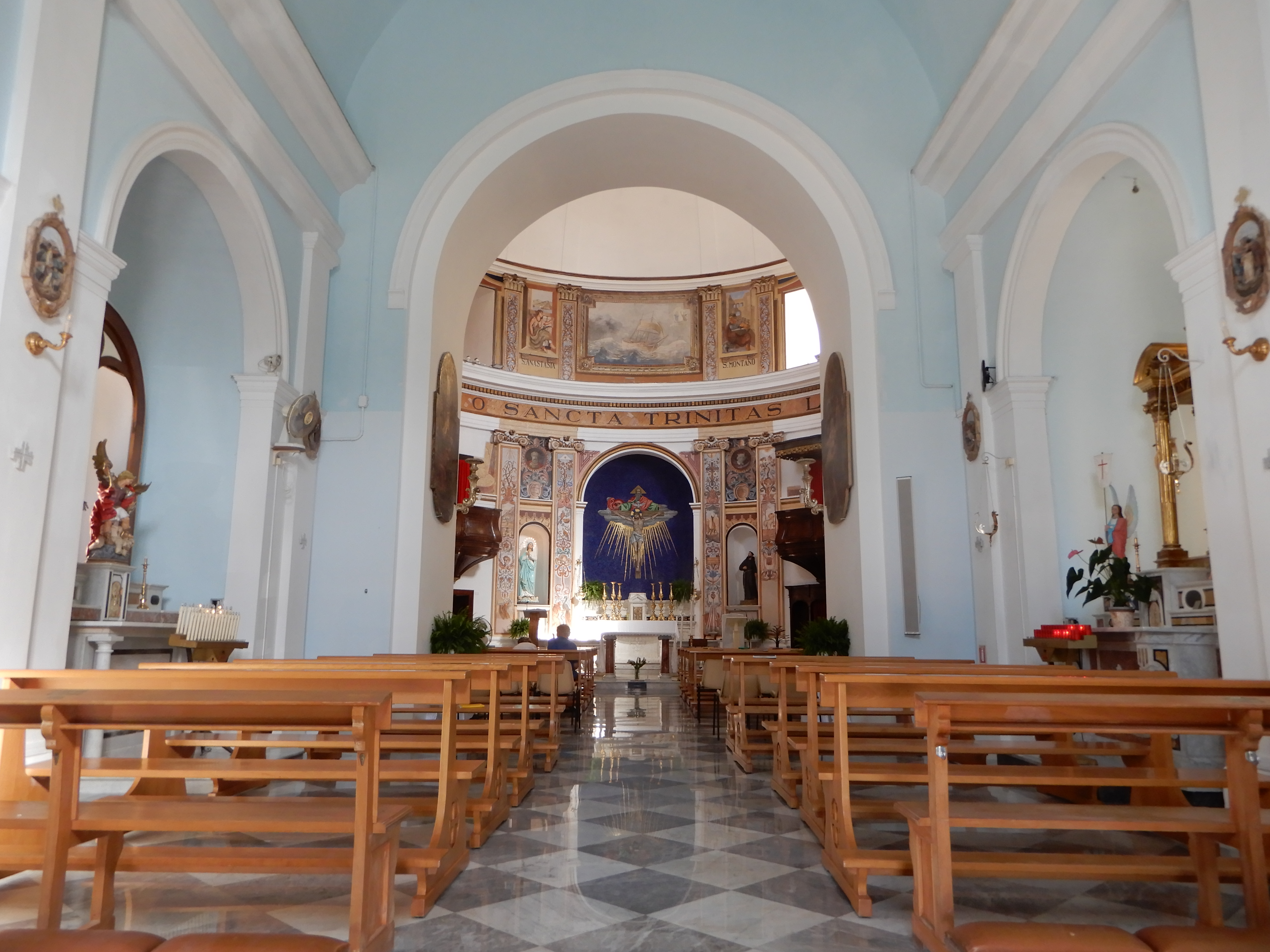
Interno della sala con il presbiterio

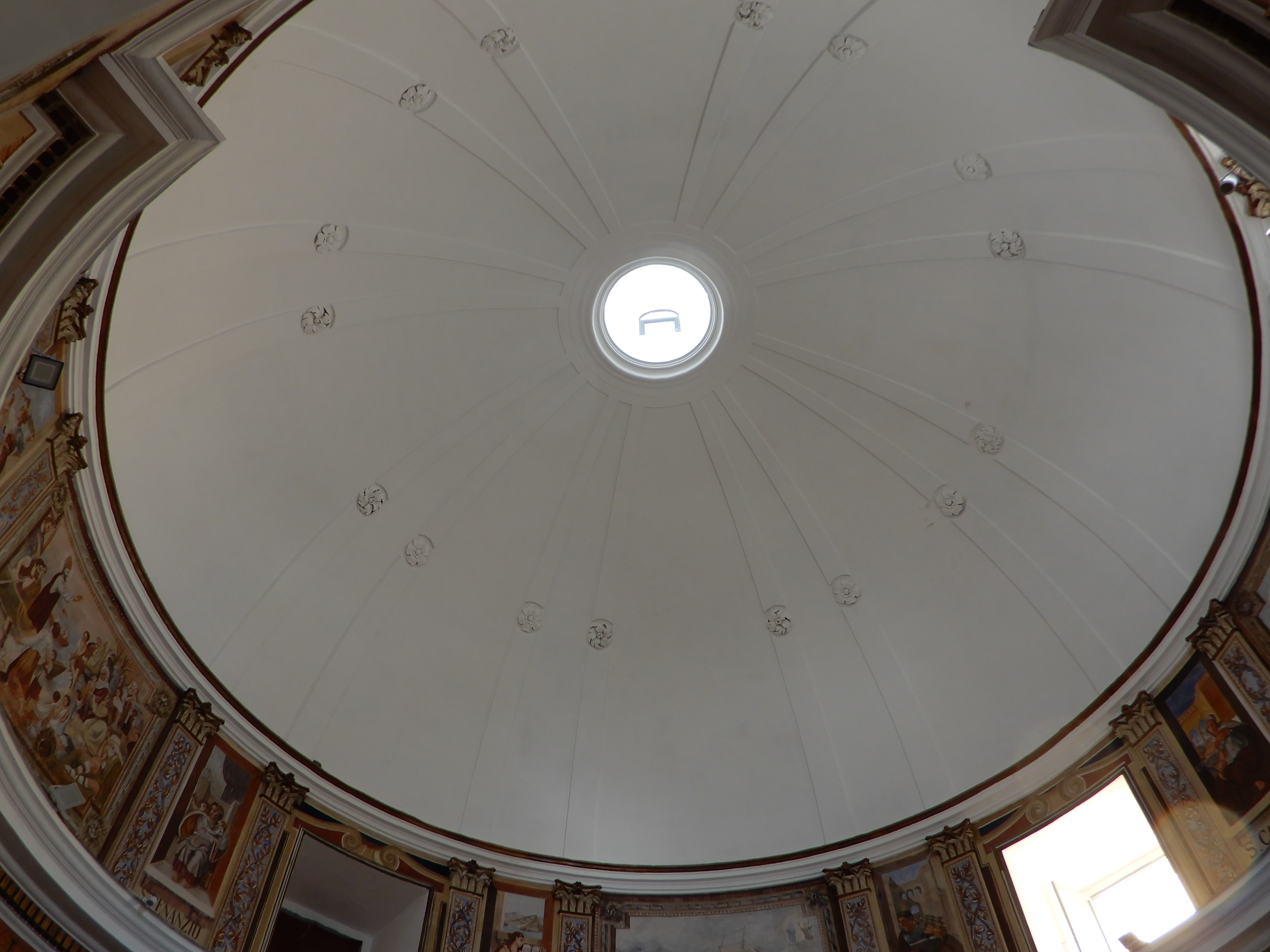
Grande volta sotto la cupola

Un primo luogo di culto venne edificato sotto i Borbone e dedicato nel 1738 alla Santissima Trinità. La chiesa attuale venne fatta erigere tra il 1775 e il 1779 dal maggiore del genio civile Antonio Winspeare nel quadro del progetto di ripopolamento delle isole di Ponza e Ventotene. La solenne consacrazione dell'altare maggiore fu celebrata dal vescovo di Gaeta Carlo Pergamo il 4 settembre 1778, dopo che questi aveva dedicato l'isola a san Silverio e santa Domitilla nel 1772.
Nel 1940 l'edificio fu oggetto di un ampliamento, voluto dal parroco Luigi Maria Dies, che comportò l'inglobamento del pronao e che trasformò così l'aula da pianta centrale a pianta longitudinale. In tale occasione venne decorata sia la cupola sia le altre pareti interne.

## Descrizione

### Esterni
La chiesa, che si trova nell'abitato di Ponza, sopra la zona portuale, si presenta in uno stile neoclassico. La facciata è caratterizzata da semicolonne e pilastri che reggono il grande frontone con timpano triangolare. Al centro è posto il portale di accesso, preceduto da una scalinata di sette gradini.

### Interni
La navata interna è unica con copertura a botte. La sala è ampliata da due cappelle laterali. Attraverso l'arco santo si accede al presbiterio che ha pianta circolare con copertura a cupola. Nella sala si conservano un dipinto che raffigura la Nascita della Vergine Maria, attribuito a Michelangelo Cerruti, e il dipinto che raffigura l'Adorazione dei Pastori, attribuito ad Antonio Grecolini. Si conserva anche il quadro di scuola partenopea raffigurante la Santissima Trinità di particolare interesse perché riporta una dedica dell'allora vescovo di Gaeta Carlo Pergamo per la consacrazione dell'altare maggiore. L'adeguamento liturgico è stato realizzato a partire dal 2006 ed è stato ultimato nel 2012 con l'aggiunta di un altare in marmo rivolto al popolo e con altre piccole modifiche.